# 第33独立機械化旅団 (ウクライナ陸軍)
第33独立機械化旅団（だい33どくりつきかいかりょだん、ウクライナ語: 33-тя окрема механізована бригада）は、ウクライナ陸軍の旅団。第20軍団隷下。

## 歴史

### ドンバス戦争

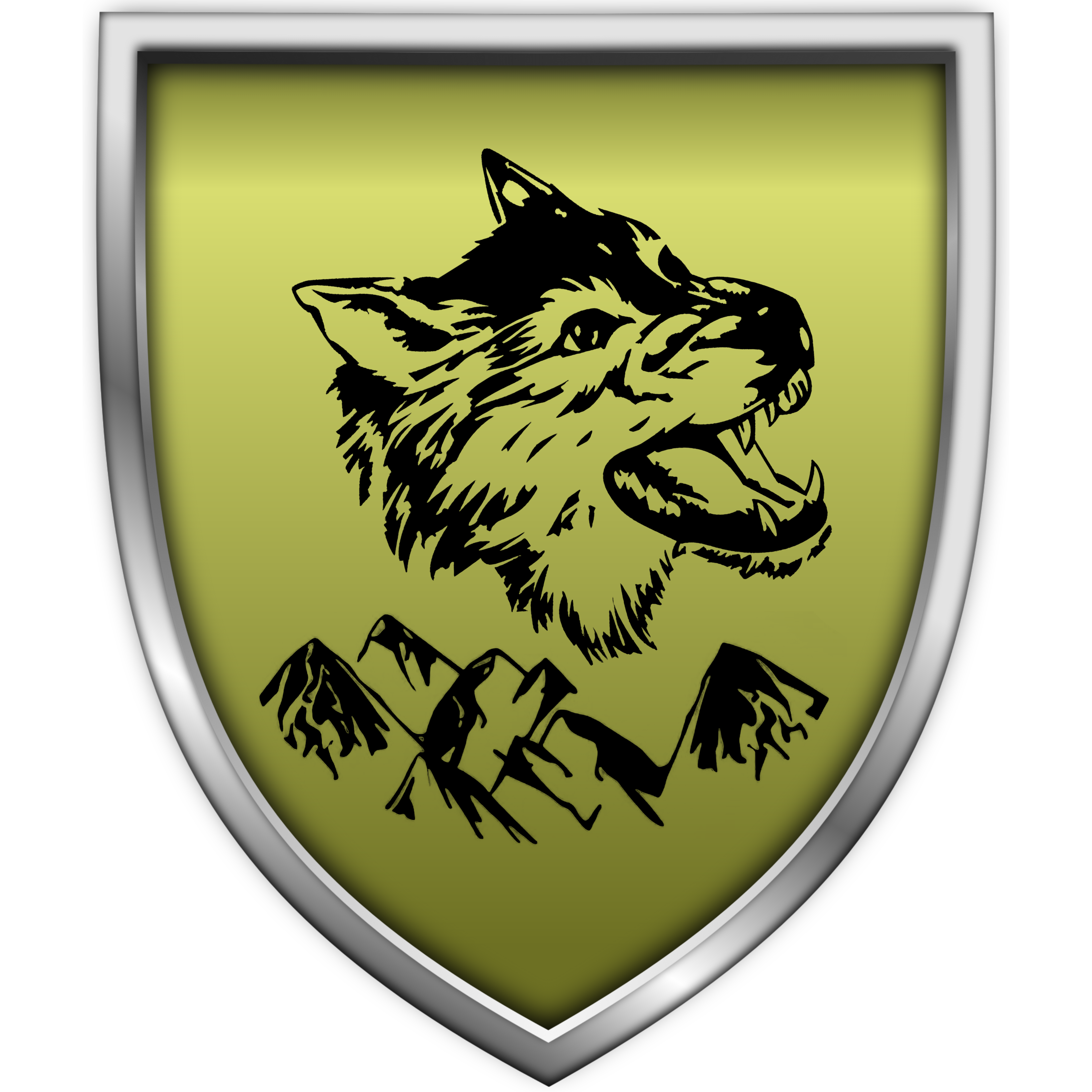
旧第33独立機械化旅団章

2016年4月1日、ドンバス戦争の影響に伴い、予備軍団の隷下部隊として創設された。

### ロシアのウクライナ侵攻

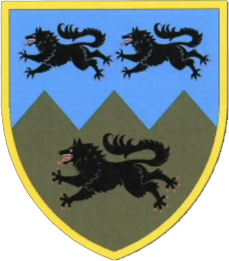
旧第33独立機械化旅団章

2022年2月24日、ロシアのウクライナ侵攻では書類上は存在していたが定員割れで実戦配備可能な状態ではなかったが、2023年1月に第4独立戦車旅団隷下の1個戦車大隊を基幹に再編された。
2023年4月、NATOの機密文書が流出し、西側諸国供与のレオパルト2やマックスプロ (MRAP)が配備されたことが判明した。

#### 南部・ザポリージャ戦線

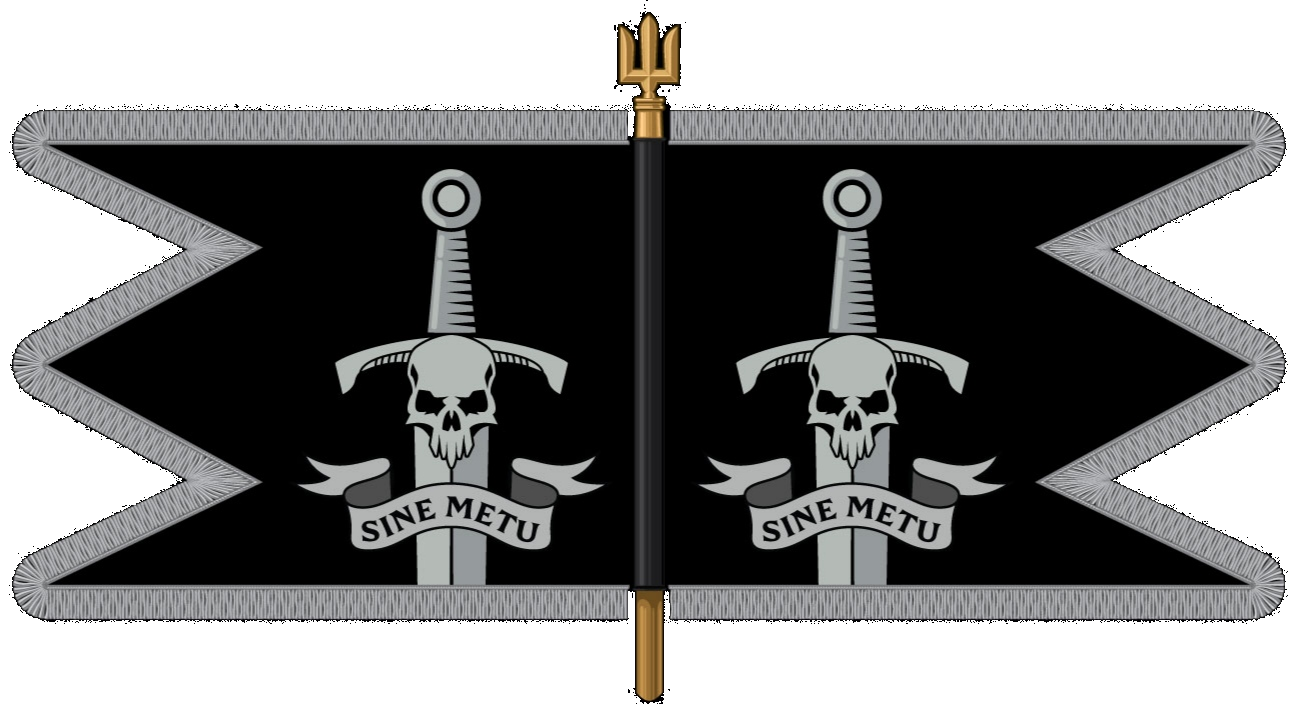
第33独立機械化旅団旗

2023年6月、南部ザポリージャ州に配備され、第47独立機械化旅団と共に攻勢を開始したが、アンドリー・ボイコ副旅団長が戦死してレオパルト23輌を含む戦車30輌以上の大損害を出してオリヒウ方面で撃退されたとロシア国防省が発表した。
2023年11月、第10軍団に配属された。

#### 東部・アウディーイウカ戦線
2024年2月、激戦地の東部ドネツィク州ポクロウシク地区に再配置され、第79独立空中強襲旅団の救援でマリンカ方面で反撃したが弾薬不足で撤退した。
2025年6月、新編の第20軍団に配属された。

## 編制
- 旅団司令部（パウロフラード）
- 第1機械化大隊
- 第2機械化大隊
- 第3機械化大隊
- 戦車大隊
- 自動車化歩兵大隊
- 第1小銃大隊
- 第2小銃大隊
- 旅団砲兵群
  - 本部中隊
  - 第1自走砲大隊
  - 第2自走砲大隊
  - ロケット砲大隊
  - 対戦車砲大隊
- 防空大隊

- 工兵大隊
- 整備大隊
- 兵站大隊
- 偵察中隊
- 狙撃中隊
- 電子戦中隊
- 通信中隊
- レーダー中隊
- NBC防護中隊
- 衛生中隊
- 無人システム大隊